# Pernille Weiss
Pernille Wiis Weiss (født Tønnesen 12. marts 1968) er en dansk sygeplejerske, iværksætter og politiker, som er medlem af Europa-Parlamentet for Det Konservative Folkeparti.

## Liv og karriere
Pernille Weiss er den ældste af tre søskende og stammer fra Gamborg i Middelfart.
I 1992 blev Pernille Weiss sygeplejerske fra Odense Sygeplejerskeskole og arbejdede som retspsykiatrisk sygeplejerske og senere som hjemmesygeplejerske, før hun i 1996 blev områdeleder for hjemmeplejen og hjemmesygeplejen i Ejby Kommune.
I 2004 blev hun cand.scient.san. ved SDU og blev markedsansvarlig for sundhed og bygherrerådgiver i COWI og blev i 2005 chef for Arkitema Sundhed.
I 2008 tog hun en mastergrad i innovation og ledelse fra CBS (LAICS) med en afhandling om strategisk forretningsudvikling i arkitektbranchen. Samme år grundlagde Pernille Weiss rådgivningsvirksomheden ArchiMed, som er en specialiseret analyse- og rådgivningsvirksomhed for sammenhænge mellem arkitektur og sundhed. Siden 2017 er hun certificeret sexolog med særligt fokus på dementes seksualiserede adfærd.

## Politiske hverv
Fra 1996 til 2004 var Pernille Weiss amtsrådsmedlem på Fyn og holdt derefter en pause til 2017 fra politik for at fokusere på familielivet og uddannelsen i sundhedsvidenskab.
I 2017 stillede Pernille Weiss op til Folketingsvalget. I august 2018 blev hun valgt som spidskandidat til europaparlamentsvalget for Det Konservative Folkeparti, og kom ind med 80.140 personlige stemmer. Pernille Weiss' valgslogan var "En afgørende stemme i EU?", med henvisning til, at hun ville blive Danmarks eneste medlem af EPP-gruppen i Europa-Parlamentet.
Hun har siddet i bestyrelser for organisationer, institutioner og virksomheder[kilde mangler]. I dag er hun medlem af bestyrelsen for Teatermuseet Hofteateret ved Christiansborg.
I maj 2023 oplyste De Konservative i en pressemeddelelse at hun ikke genopstiller til næste Europa-Parlamentsvalg i 2024.
Årsagen er beskyldninger om mobning og ydmygelser.

## Politisk arbejde
Pernille Weiss har været chefforhandler på initiativer som EU's lægemiddeldirektiv, Parlamentets beslutningsforslag om antibiotikaresistens, affaldstransportforordningen, og parlamentets betænkning om kvinder og entreprenørskab.
Hun har været med til at fastsætte bindende målsætninger for energieffektivitet og foreslået oprettelsen af EU's Klimaråd, igangsat arbejdet på et EU klimamærke for at bekæmpe greenwashing, fremmet en strategi for bæredygtige tekstiler og arbejdet for at forbedre forholdene for kvindelige iværksættere. Desuden har hun flere gange hjulpet forskellige virksomheder med at manøvrere gennem kompleks EU-lovgivning.

## Kontroverser med De Konservative
I slutningen af april 2019 - godt en måned før valget til Europa-Parlamentet talte Pernille Weiss for et styrket EU-samarbejde med Afrika i Berlingske og sagde "10 mio. migranter skræmmer mig ikke". Udtalelsen fik partiformand for De Konservative Søren Pape til at undsige Pernille Weiss og understrege, at den holdning ikke var et udtryk for partiets holdning.
I november 2019 blev Pernille Weiss igen undsagt af De Konservative. Det skete efter en afstemning i Europa-Parlamentet, hvor Pernille Weiss stemte for, at danske børn af IS-krigere skal hentes til Danmark. Det fik partiets retsordfører, Naser Khader, til at sige "Hun har ikke koordineret det med den konservative folketingsgruppe. Det står for egen regning".
I maj 2022 stemte hun imod et forbud mod salg af nye fossile brændstoffer i 2035 i EU. De Konservatives formand Søren Pape afviste i afslutningsdebatten på Folketingets talerstol, at dette var på linje med de Konservatives politik, og at han selvfølgelig ikke mente, det var det rigtige at gøre at stemme imod et stop for salg af fossile brændstofbiler.

## Familie
Pernille Weiss har været gift to gange og har tre voksne børn og et barnebarn. Hun bor på Christianshavn.